# Bianca Walkden
Bianca Walkden (ur. 29 września 1991 w Liverpoolu) – brytyjska zawodniczka taekwondo, dwukrotna medalistka olimpijska, trzykrotna mistrzyni świata.
Dwukrotnie uczestniczyła w igrzyskach olimpijskich. W 2016 roku wystąpiła na igrzyskach w Rio de Janeiro. Zdobyła brązowy medal olimpijski w kategorii powyżej 67 kg. W półfinale pokonała ją późniejsza mistrzyni olimpijska Zheng Shuyin, w repasażach zwyciężyła w pojedynku z Wiam Dislam). Na rozegranych w 2021 roku igrzyskach w Tokio ponownie zdobyła brązowy medal w kategorii powyżej 67 kg – w półfinale przegrała z późniejszą wicemistrzynią olimpijską, Lee Da-bin, a w pojedynku o brązowy medal zwyciężyła 7:3 nad Aleksandrą Kowalczuk. 
Trzykrotnie została mistrzynią świata w kategorii powyżej 73 kg (w latach 2015, 2017 i 2019), w 2008 roku zdobyła srebrny medal mistrzostw świata juniorów w kategorii powyżej 68 kg, w latach 2010–2021 pięć medali mistrzostw Europy (trzy złote, jeden srebrny i jeden brązowy), a w 2007 roku brązowy medal mistrzostw Europy juniorów.